# ブリッサーゴ＝ヴァルトラヴァーリア
ブリッサーゴ＝ヴァルトラヴァーリア（伊: Brissago-Valtravaglia）は、イタリア共和国ロンバルディア州ヴァレーゼ県にある、人口約1,200人の基礎自治体（コムーネ）。

## 地理

### 位置・広がり

#### 隣接コムーネ
隣接するコムーネは以下の通り。
- ブレッツォ・ディ・ベーデロ
- ドゥーノ
- ジェルミニャーガ
- メゼンツァーナ
- モンテグリーノ・ヴァルトラヴァーリア
- ポルト・ヴァルトラヴァーリア

### 地震分類
イタリアの地震リスク階級 (it) では、4 に分類される
。

## 行政

### 分離集落
ブリッサーゴ＝ヴァルトラヴァーリアには、以下の分離集落（フラツィオーネ）がある。
- Monte San Michele, Motto Inferiore, Motto Superiore, Novello, Piano, Roggiano